# 영평군 (1636년)
영평군 이사(寧平君 李泗, 1636년(1631년) ∼ 1721년(1722년))은 조선후기의 왕족으로 덕흥대원군의 증손이며, 종실 진양군 이담령(珍陽君 李聃齡)의 2남이다.

## 생애
조선후기의 왕족으로 본관은 전주, 휘는 사(泗)이다. 덕흥대원군의 증손이며, 선조의 백형 하원군의 손자이다. 아버지는 진양군 이담령(珍陽君 李聃齡)이고, 어머니는 사과(司果) 평산인(平山人) 신업(申砐)의 딸로 현부인 평산신씨(縣夫人 平山申氏)이다.
부인은 충의위(忠義衛) 평양인(平壤人) 조림(趙琳)의 딸로 현부인 평양조씨(縣夫人 平壤趙氏)이다.
진양군의 2남으로 1631년(인조 9) 3월 11일 탄생하였다. 초수 영평수(寧平守)에 책봉되고, 1664년(현종 5) 9월 19일 어제 환궁(還宮) 할 때에 수가(隨駕)하지 않았다고 종부시(宗簿寺) 제조(提調)가 종중추고(從重推考)를 청하였다.
1669년(현종 10) 2월 3일 사은(謝恩)받았고, 이해 2월 15일 현종이 종실(宗室) 친림(親臨) 전강(殿講) 때 중략(中略)의 성적을 받았으며, 이해 2월 19일 전강(殿講)에 입격하여 승급(陞級)되고, 이해 2월 20일 사은(謝恩)받고, 영평정(寧平正)에 책봉되었다.
1676년(숙종 2) 4월 12일 영의정 허적(許積) 등과 주강(晝講)에 입시하여 동지사 홍우원(洪宇遠)을 실록찬수(實錄纂修)에 전념시키는 문제에 대해 논의하고, 숙종이 인견할 때 영평정이 상소(上疏) 하길 "국가가 앞에는 양송(兩宋, 송시열과 송준길)에서 그릇되었고 뒤에는 허(許)·윤(尹)에서 그릇되었는데, 전하께서 어진 사람이라고 일컬으시는 것은 예(禮)를 의논한 한 가지 일을 가리킨 것이 아니겠습니까? 그러나 어찌 한 가지 일로써 어질다고 일컬어서, 초야(草野)에서 천거하여 백성 위에 놓을 수 있습니까? 윤휴에 관해서는 신이 그 사람됨을 아니, 평생에 하는 바가 결단코 바른 사람이 아닙니다.”하였다. 또 당론(黨論)의 폐단을 지극히 논하였는데, 그 더욱 심한 자를 죽여서 그 나머지 사람을 힘쓰게 하기를 청하였고, 또 ‘능제(陵祭)에 소(素)를 쓰는 것이 예(禮)가 아니라는 것과, 서원(書院)의 긴요하지 아니한 것은 없애는 것이 마땅하다.’는 것과 군사를 양성하는 것은 장수를 얻는 데 있다는 것과, 복수(復讐)는 장차 나라에 화(禍)를 입힌다는 것과, 병거(兵車)의 마땅치 못함과, 지패(紙牌)가 때에 맞지 아니함과, 성역(城役)은 민원(民怨)을 초래한다는 것과, 만과(萬科)가 군액(軍額)을 줄이는 것 등을 아뢰었으나 숙종과 영의정 허적은 종신(宗臣)으로서 조정의 일을 참여해 논하고, 대신(大臣) 우의정 허목(許穆)과 좌참찬 윤휴(尹鑴)을 배척하였다고 하여 파직되었다.
이해 4월 13일 이 일로 대사헌(大司憲) 목내선(睦來善)이 삭탈 관작(削奪官爵)을 청하였고, 이해 4월 15일 숙종이 우의정(右議政) 허목(許穆)이 성(城)을 나간 것을 듣고 승지(承旨)를 보내어 효유(曉諭)하여 함께 오게 하고, 인해서 영평정(寧平正) 이사(李泗)를 문외 출송(門外黜送)시키라 명하였다. 이 일로 허목과 윤휴는 조정에 나오지 못하였고, 그 일파들이 계속 유배 보낼 것을 청하였으나 숙종은 윤허하지 않았다.
허적(許積) 등이 계속 허목 등 배척 당한 것에 얘기하자 끝내 이해 4월 19일 용천(龍川)에 정배(定配)되었다가 이해 6월 17일 허목이 차자를 올려 영평정 이사의 정배를 말함으로써 숙종이 드디어 가까운 도(道)로 옮기기를 명하였으므로 금부(禁府)에서 사(泗)를 파주(坡州)에다 정배(定配)하자, 숙종이 너무 가깝다는 이유로 중간이 되는 도(道)로 바꾸기를 명하여 곧 아산(牙山)에 옮겨 정배되었다.
이해 6월 21일 대사헌 윤휴가 상소하여 언로(言路)를 끊었다고 상소하고, 1677년(숙종 3) 2월 9일 대사헌 이지익(李之翼)의 건의와 허목의 상소로 정배를 풀어주었다.
1678년(숙종 4) 윤3월 4일 사은(謝恩)받았고, 1679년(숙종 5) 8월 16일 이정선록(釐正璿錄)을 도로 거두워야 한다고 상소를 올린 일로 해서 그 소두(疏頭)라 하여 파직되었다가 서용(敍用)되었다.
1680년(숙종 6) 5월 20일 사은(謝恩)받고, 1682년(숙종 8) 2월 29일 사은(謝恩)받았다.
1683년(숙종 9) 6월 2일 직첩환급(職牒還給)되었다가 이해 6월 19일 서용(敍用)되었다. 1705년(숙종 31) 9월 13일 주강(晝講)에 유득일(兪得一) 등이 입시하여 종반(宗班) 중에서 70살 이상이 된 사람을 가자(加資)하는 문제에 논의되고, 영평정은 이때 75세였다. 이해 9월 19일 가자숙배(加資肅拜)하였다.
1711년(숙종 37) 5월 27일 다시 80살이 된 종반 가자 문제에 대해 논의되어 이해 6월 10일 영평군(寧平君)에 책봉되었다.
1722년(경종 2) 1월 22일 승헌대부(承憲大夫)에 가자되고, 오위도총부(五衛都摠府) 도총관(都摠管)에 제수받고, 이해 4월 4일 향년 92세로 별세하여 이해 9월 15일 양근 서종면 노문리 이치 어은동 즉 현재 경기도 가평군 설악면 회곡리 어헌동 신좌로 예장하였다.
- 참고로 선원속보에는 생몰년이 1636년 - 1721년으로 되어 있으나 여기서는 승정원일기 나온대로 하였다.

## 가족관계
- 아버지: 진양군 이담령(珍陽君 李聃齡)
- 어머니: 현부인 평산신씨(縣夫人 平山申氏, 1598년 - 1666년), 평산인(平山人) 신업(申砐)의 딸.
- 부인: 현부인 평양조씨(縣夫人 平壤趙氏, 1635년 - 1705년), 충의위(忠義衛) 평양인(平壤人) 조림(趙琳)의 딸.
  - 장남: 이시태(李時泰, 1662년 - ?년)
  - 2남: 이시익(李時益, 1665년 - ?년),
  - 3남: 이시겸(李時謙, 1676년(1665년) - ?년)
  - 4남: 이시복(李時復, 1669년 - ?년)
  - 5남: 이시항(李時恒, 1679년 - ?년)
  - 장녀: 유정설(柳廷卨)에게 출가.
  - 2녀: 해주인(海州人) 정래상(鄭來祥)에게 출가.